# Должок (Шаргородский район)
Должок (укр. Довжок, пол. Dołżek) — село на Украине, находится в Мурафской сельской общине Жмеринского района Винницкой области.
Код КОАТУУ — 0525381803. Население по переписи 2001 года составляет 929 человек. Почтовый индекс — 23531. Телефонный код — 4344.
Занимает площадь 11,6 км².
В селе родился, жил и работал Герой Советского Союза Михаил Мандыбура.

## Религия
В селе действует Спасо-Преображенский храм Шаргородского благочиния Могилёв-Подольской епархии Украинской православной церкви.

## Адрес местного совета
23530, Винницкая область, Шаргородский р-н, с. Мурафа, ул. Коцюбинского, 23